# Vizianagaram
Pronunciação
Vizianagaram, também conhecido como Vijayanagaram (em télugu: విజయనగరo), é uma cidade e sede do distrito de Vizianagaram, no estado indiano de Andra Pradexe. Ele está localizado nos Gates Orientais, cerca de 24 km a oeste da baía de Bengala e 40 km ao norte-nordeste de Visagapatão. Foi estabelecida como capital de Vizianagaram pelo Raja Vijayaram Raj da dinastia Pusapati. Os governantes tiveram um papel notável na história da região no século XVIII e foram patronos da educação e das artes.

## População
Vizianagaram tinha 228.025 habitantes no ano de 2011.